# اورسترند
اورسترند (به انگلیسی: Overstrand) یک روستا و محله مدنی در بریتانیا است که در North Norfolk واقع شده‌است. اورسترند ۱٫۸۶ کیلومتر مربع مساحت و ۱٬۰۳۰ نفر جمعیت دارد.